# Parowozownia normalnotorowa w Ełku
Parowozownia normalnotorowa w Ełku – nieużywana parowozownia normalnotorowa w Ełku, wybudowana w 1906 roku przy głównej ełckiej stacji kolejowej. Obiekt figuruje w Rejestrze Zabytków – nr rej.: A-1014 z 10.11.1994.
Parowozownia jest wyposażona w wyciąg węglowy Teudloffa. Na torach parowozowni stoją parowozy Ol49, Ty2, które niszczeją.   
Powojenna parowozownia eksploatowała parowozy serii: Ty2/Ty42, Ol49, Ok1. Obiekt lokomotywowni wachlarzowej z czternastoma stanowiskami wraz z obrotnicą był używany przez PKP Cargo do roku 2009 w obsłudze lokomotyw serii SM42, SU45, ST44, gdzie funkcjonowało Gniazdo Drużyn Trakcyjnych. W roku 2014 PKP SA dokonały remontu dachu, natomiast w 2016 roku rozebrano nieukończony segment.  
Tutejsza parowozownia jako druga w kraju po parowozowni Wolsztyn najdłużej eksploatowała parowozy w czynnym ruchu planowym. 

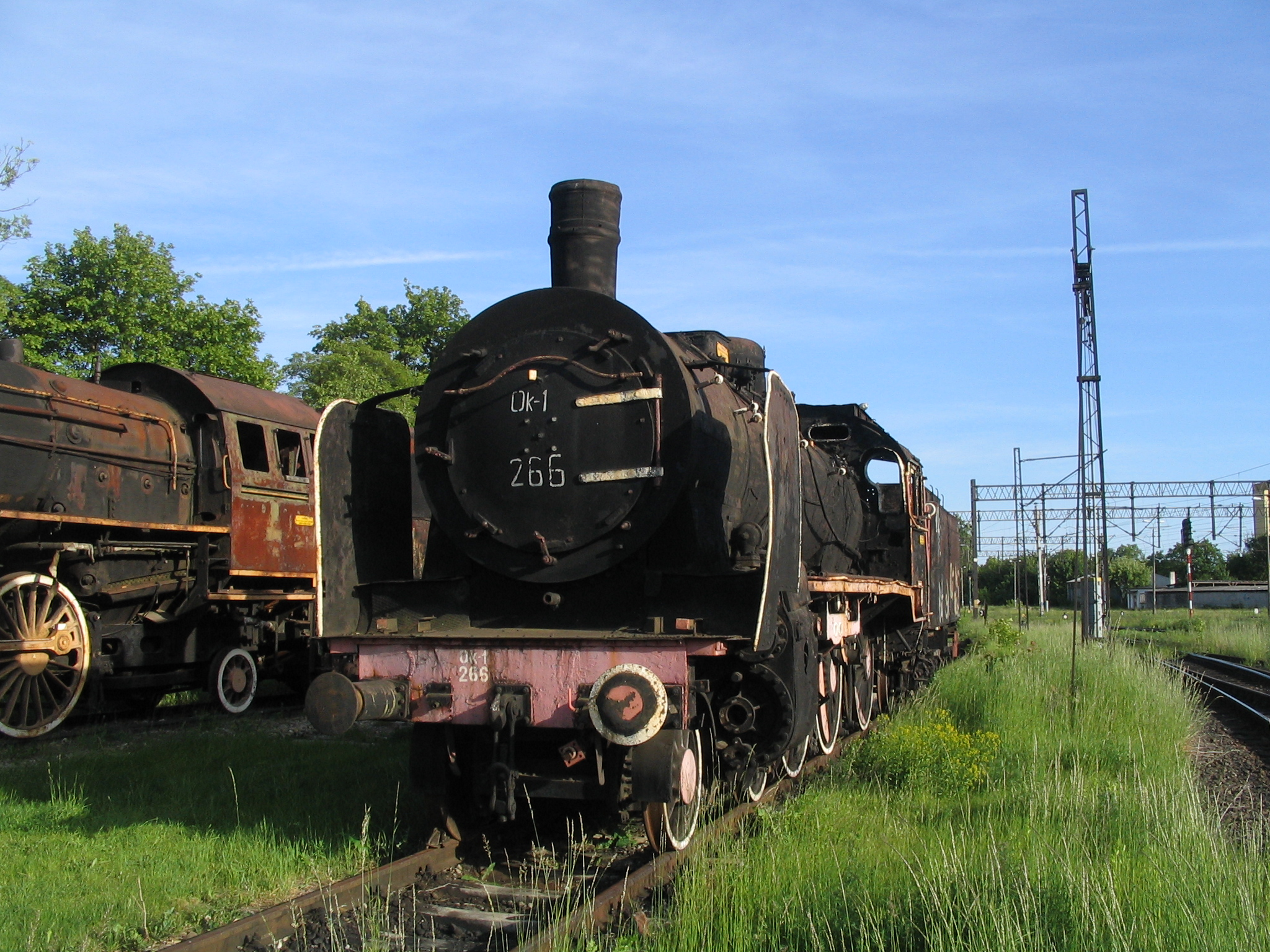
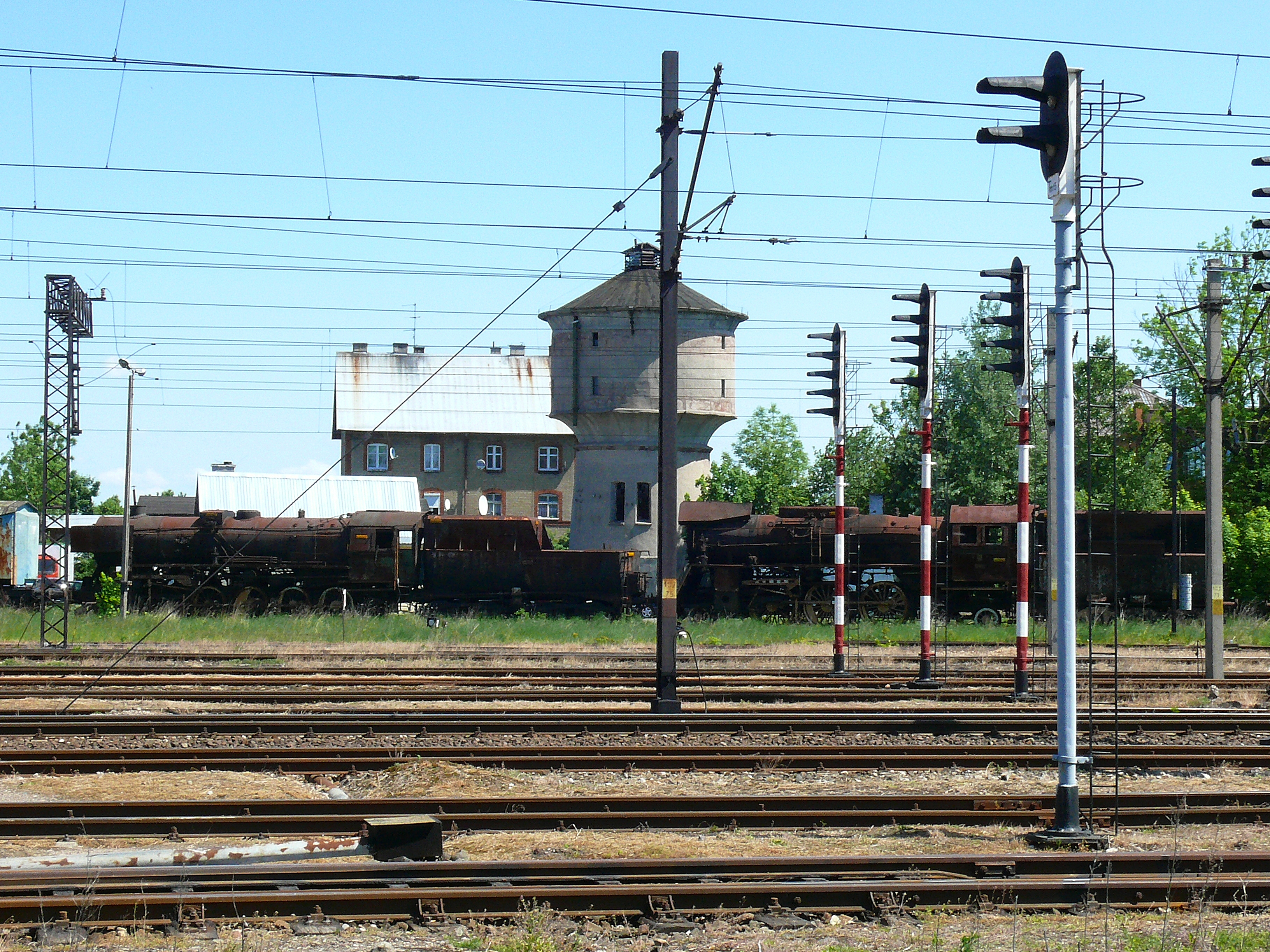
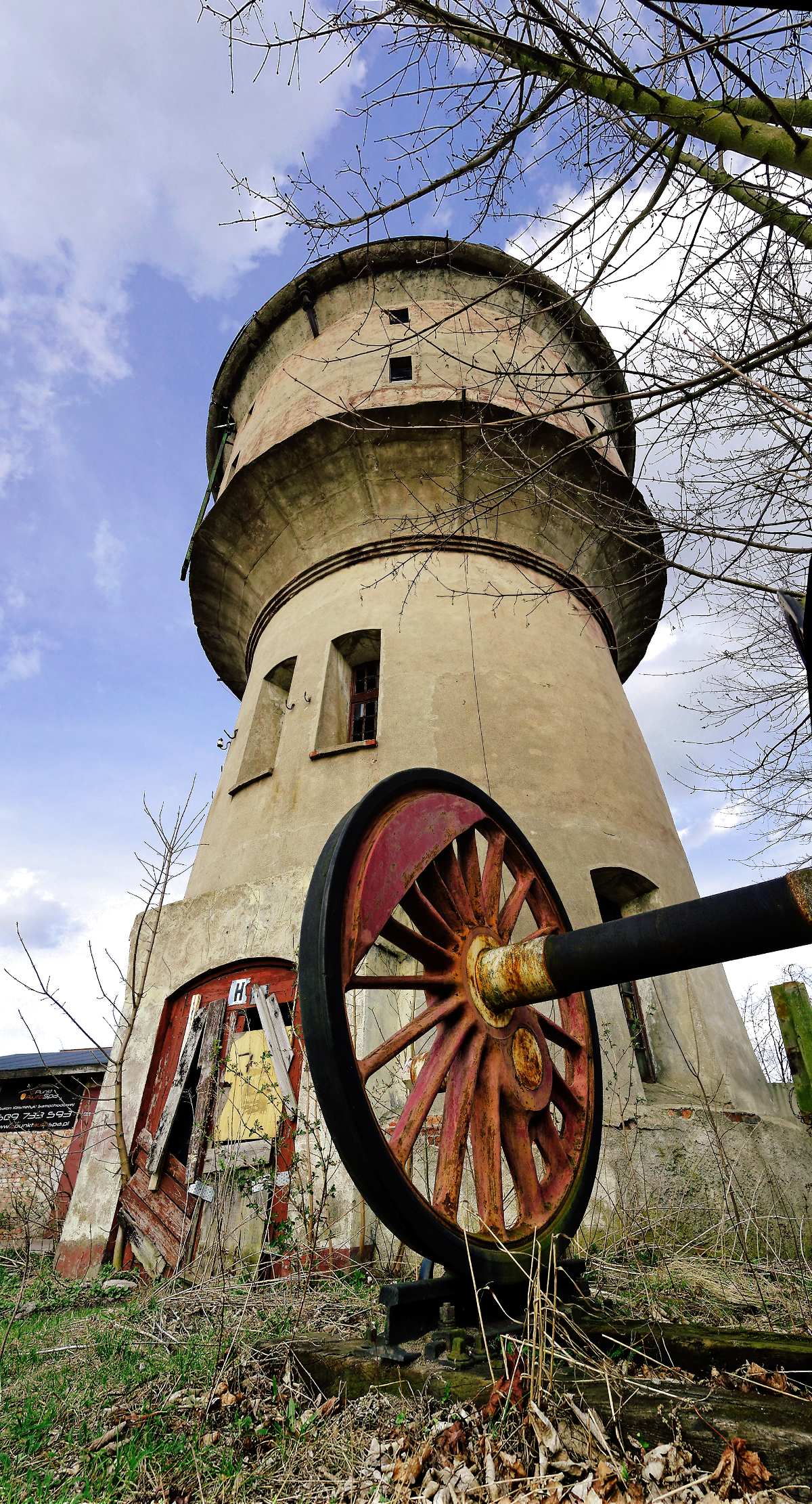
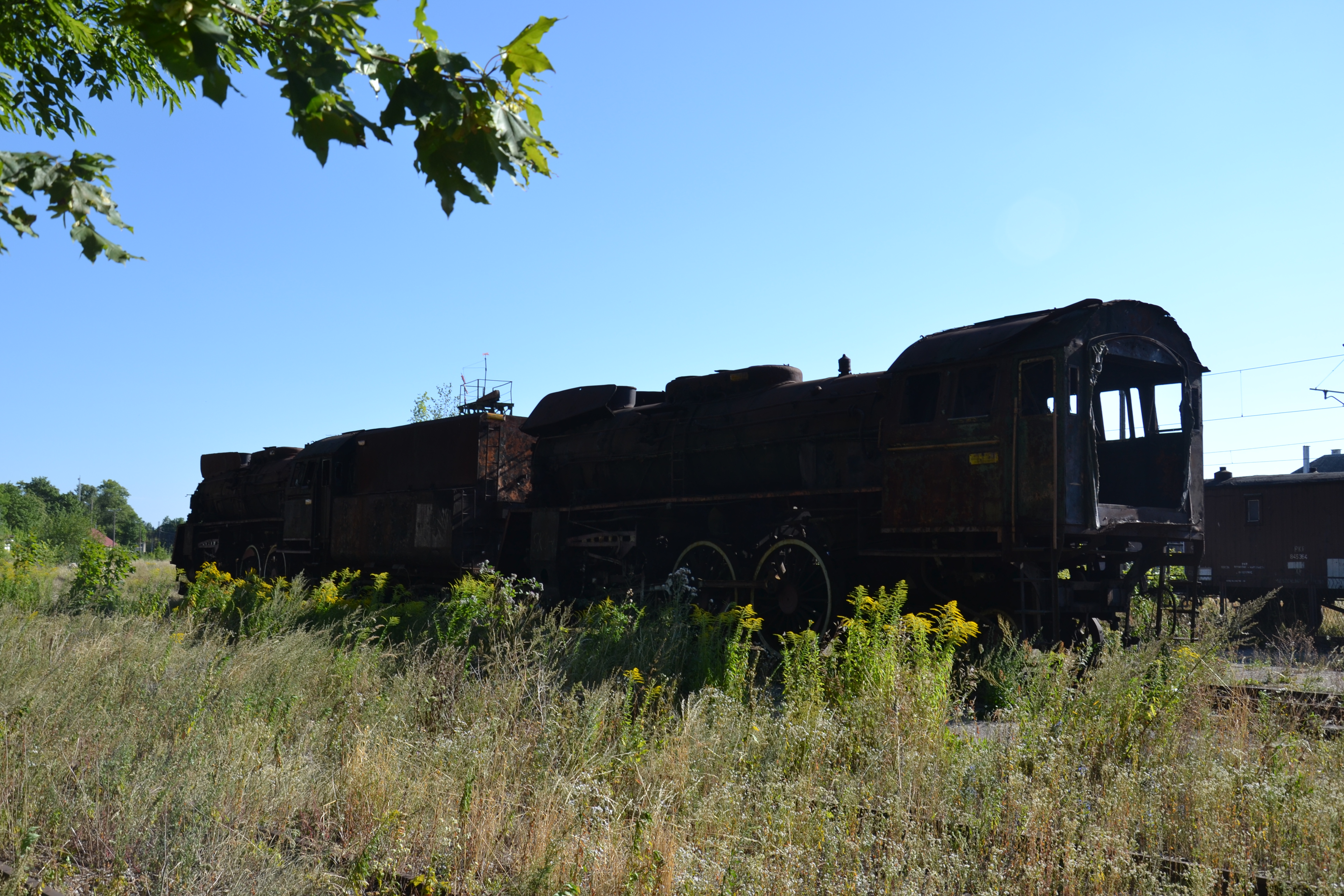
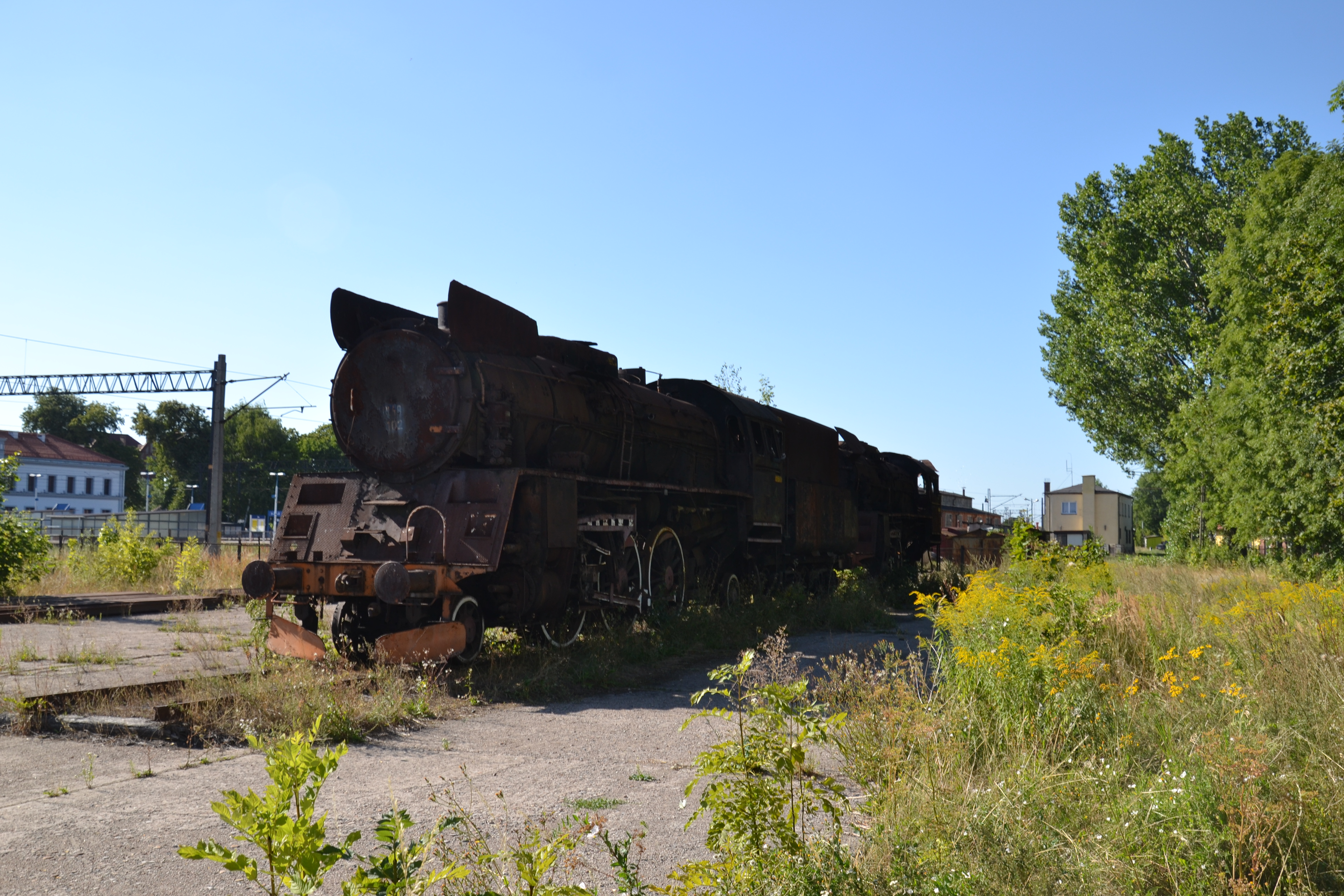
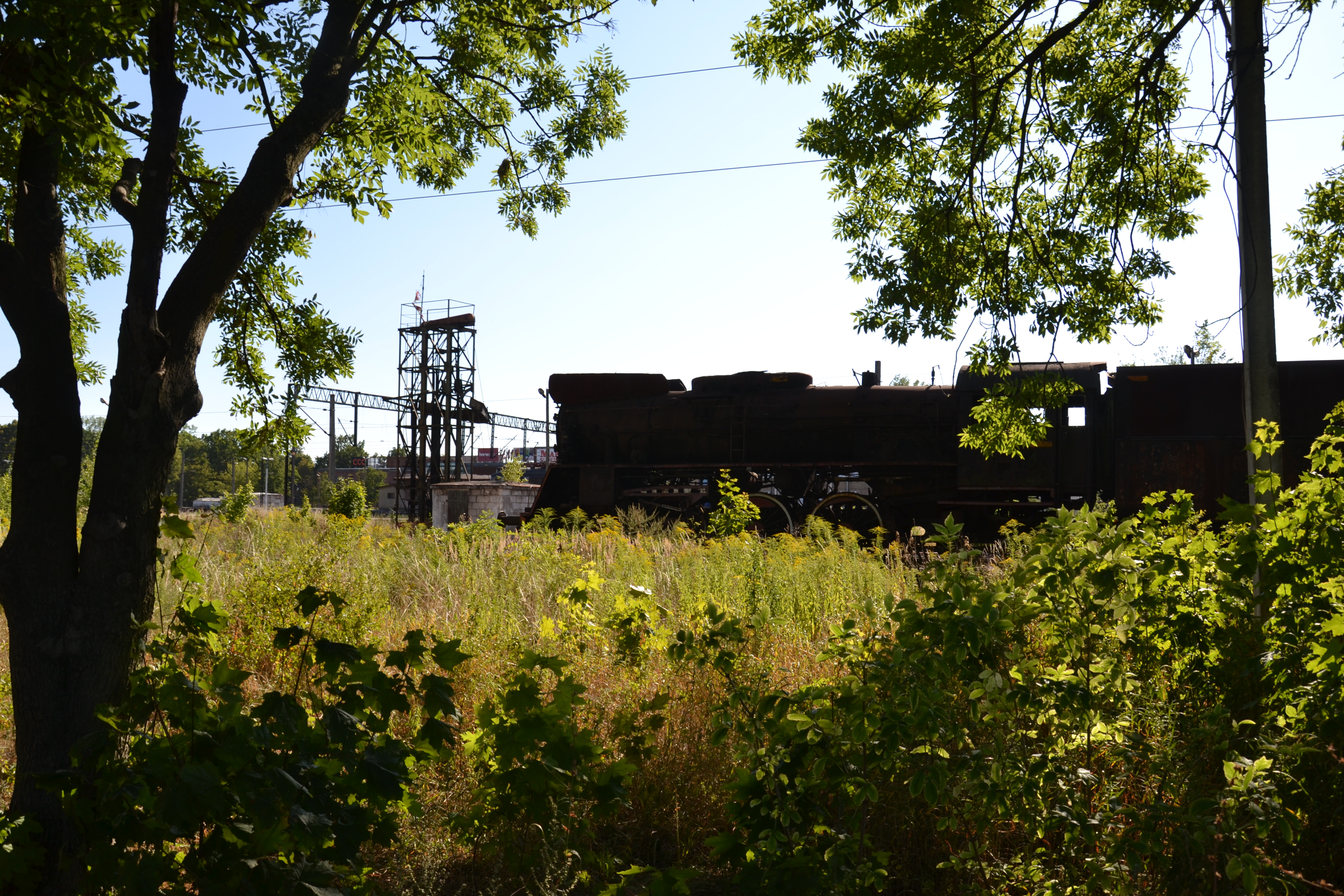
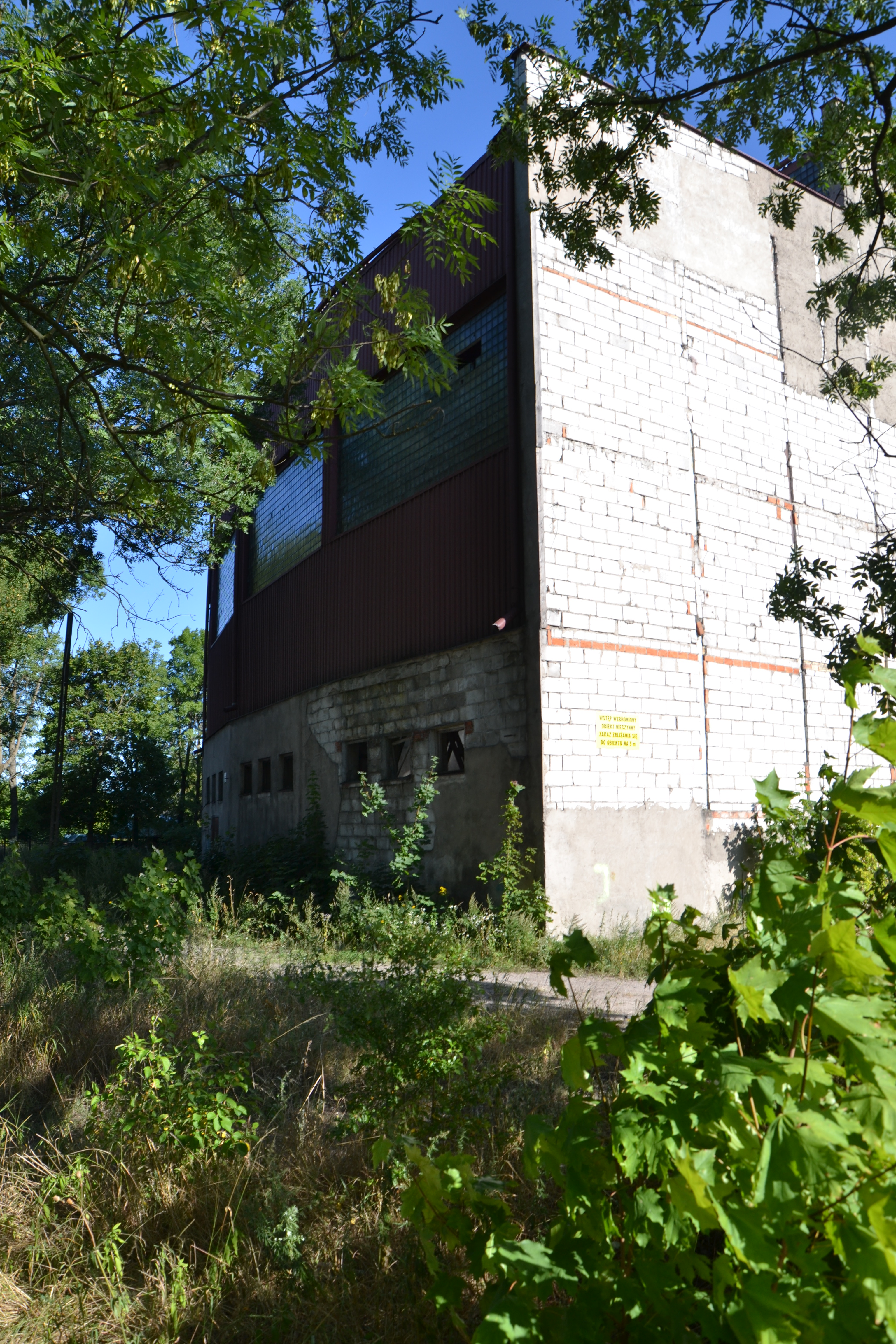
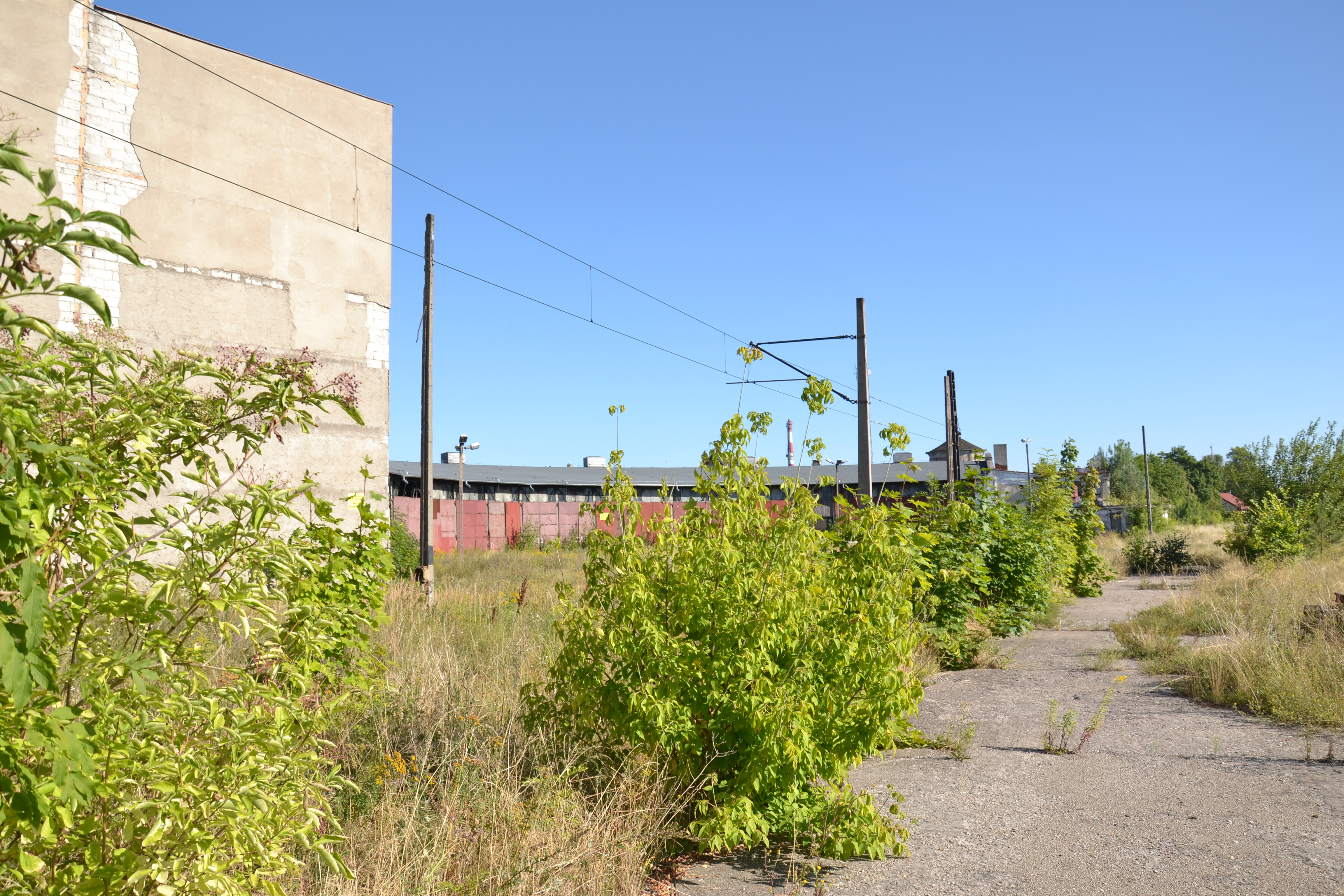
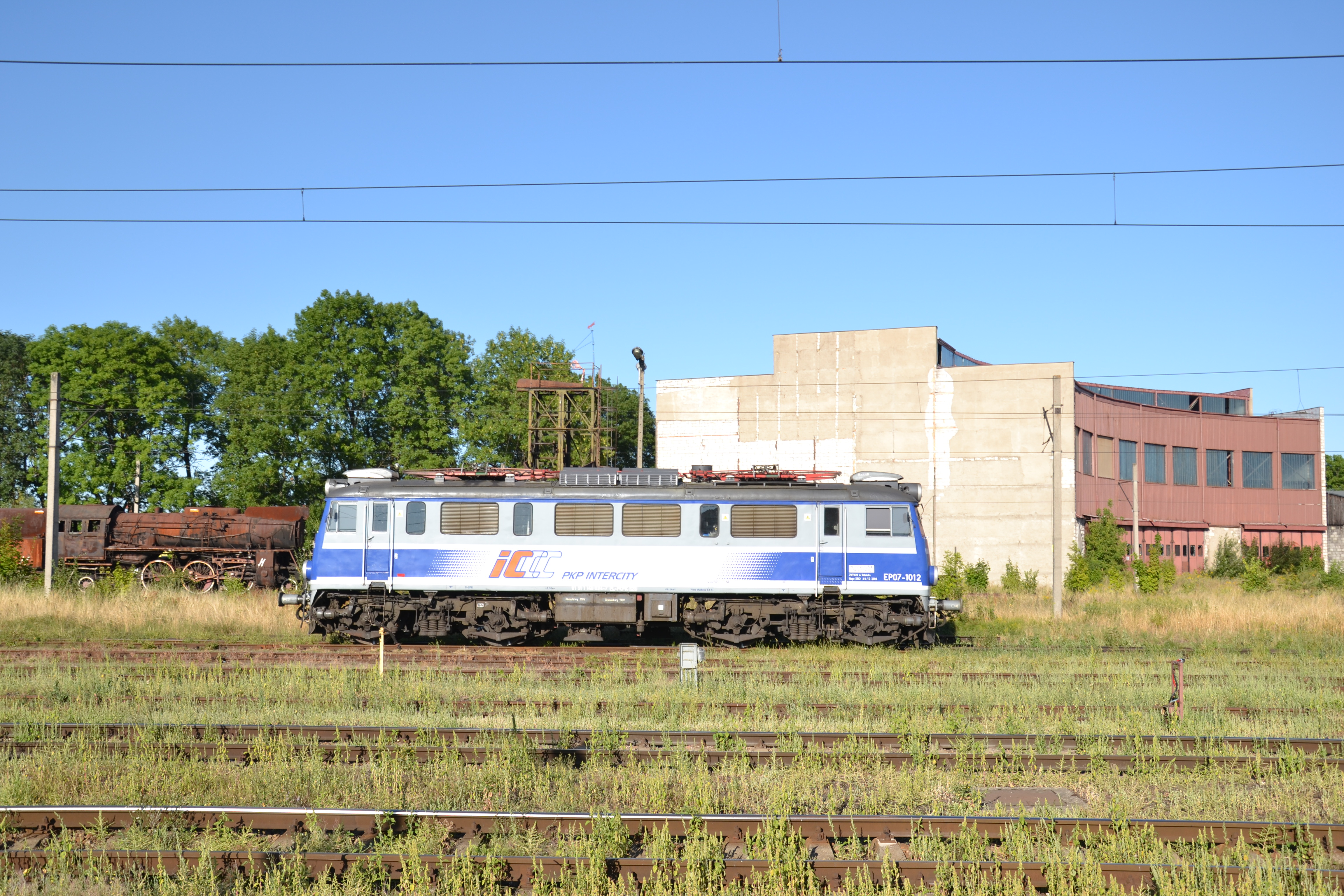